# Pinch harmonic
Il pinch harmonic è un armonico artificiale che prevede l'utilizzo simultaneo del plettro e del dito pollice che lo impugna, l'armonico viene generato appunto dal dito pollice che sfiora la corda appena fatta vibrare dal colpo di plettro. Questa tecnica si utilizza con note ottenute sulle corde a vuoto o con note diteggiate in qualsiasi punto della tastiera della chitarra.
È stato elaborato da Roy Buchanan, chitarrista blues statunitense, e si possono ascoltare per la prima volta in "Potato peeler" inciso da lui nel 1962.
Viene sfruttata in modo particolare nel metal sulle ritmiche stoppate.
Si può ascoltare questa tecnica in molti lavori dei Dream Theater e di Joe Satriani, che ne fa un uso particolare: con la mano destra suona il pinch harmonic sulla corda di sol a vuoto e con la sinistra spinge la leva del tremolo in giù per creare uno spettacolare dive bomb. Altri chitarristi molto conosciuti per le loro tecniche di pinch harmonic sono Zakk Wylde, il cui uso è assai frequente e il defunto chitarrista Dimebag Darrell, la cui tecniche di squealing e dive bombing erano portate all'estremo.